# Jeltoura
La Jeltoura (Желтура, en mongol : Зэлтэрийн гол) est une rivière d'Asie qui coule en Mongolie et en république autonome de Bouriatie en Russie (Sibérie orientale). C'est un affluent de la Djida en rive droite, donc un sous-affluent de l'Ienisseï par la Djida, la Selenga, le lac Baïkal et l'Angara.

## Géographie
Le bassin versant de la Jeltoura a une superficie de 5 120 km2 (surface de taille équivalente à celle du département français des Ardennes, ou encore, à celle du canton du Valais en Suisse. Son débit moyen à l'embouchure est de 18,8 m3/s. 
La Jeltoura prend sa source en Mongolie, dans les montagnes du nord du pays. En territoire mongol, le cours de la rivière est d'abord globalement orienté de l'ouest vers l'est, puis du sud-ouest vers le nord-est. La Jeltoura franchit la frontière russe dans son cours inférieur, et adopte dès lors la direction du nord. 
Après avoir coulé pendant une quinzaine de kilomètres en territoire russe, elle se jette dans la Djida en rive droite, au niveau de la localité de Jeltoura, 30 kilomètres en amont de la ville de Petropavlovka.
La Jeltoura est habituellement prise dans les glaces depuis la première quinzaine de novembre, jusqu'à la fin du mois d'avril ou au début du mois de mai.

## Hydrométrie - Les débits mensuels à Jeltoura
Le débit de la Jeltoura a été observé pendant 19 ans (années 1978-1997) à Jeltoura, petite localité de Bouriatie située au niveau de son confluent avec la Djida, à 701 mètres d'altitude. 
Le débit inter annuel moyen ou module observé à Jeltoura durant cette période était de 18,8 m3/s pour une surface prise en compte de 5 120 km2, c'est-à-dire l'entièreté du bassin versant de la rivière. La lame d'eau écoulée dans le bassin atteint donc le chiffre de 117 millimètres par an, ce qui peut être considéré comme modéré, mais correspond aux valeurs observées sur les autres cours d'eau du nord de la Mongolie et du sud de la Bouriatie. 
La période des hautes eaux va de juin à début octobre, avec un sommet en août. Les basses eaux se déroulent de novembre à début avril, ce qui correspond aux très importantes gelées qui affectent toute la région, et surtout les zones de sommets montagneux. Le débit moyen mensuel observé en février (minimum d'étiage) atteint 1,14 m3/s, soit plus ou moins 2,5 % du débit moyen du mois d'août (maximum de l'année avec 46,7 m3/s), ce qui montre l'importance des variations saisonnières. Ces écarts de débit peuvent être encore bien plus importants selon les années : sur la période d'observation de 19 ans, le débit mensuel minimal a été de 0,03 m3/s en décembre 1986 (30 litres), tandis que le débit mensuel maximal s'est élevé à 137 m3/s en août 1993.
En considérant la seule période estivale, libre de glaces (de juin à septembre inclus), le débit mensuel minimal observé a été de 6,35 m3/s en juin 1984, niveau restant encore fort appréciable. 